# Renault DeZir

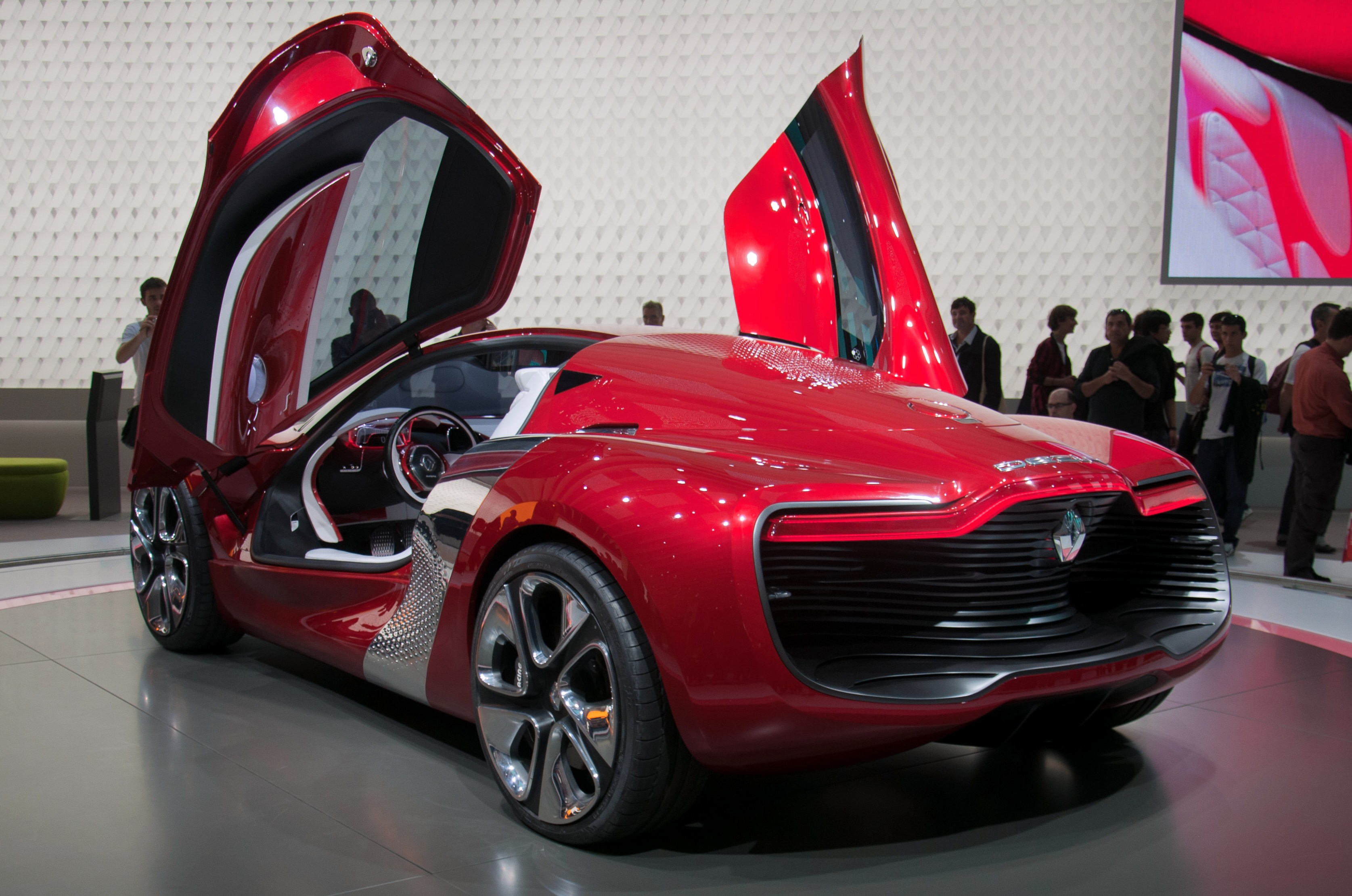
Traseira do modelo.

O DeZir é um protótipo apresentado pela Renault no Paris Motor Show de 2010.